# Luqa St. Andrew’s FC
Luqa St. Andrew’s FC – maltański klub piłkarski, mający swoją siedzibę w mieście Luqa w południowo-wschodniej części kraju.

## Historia
Chronologia nazw:
- 1934: Luqa St. Andrew’s FC

Klub piłkarski Luqa St. Andrew’s FC został założony w miejscowości Luqa w 1934 roku. Zespół na początku występował w niższych ligach. W sezonie 1947/48 zespół zwyciężył w Second Division i awansował do First Division. W pierwszym sezonie na najwyższym poziomie zajął szóste miejsce, w następnym 1949/50 był siódmym, a w 1950/51 zajął ostatnie 8.miejsce i spadł do II dywizji. Potem klub występował w niższych dywizjach.
W sezonie 2010/11 otrzymał promocję do Second Division. Jednak powrót był nieudany. Po zajęciu ostatniej 14.lokaty w sezonie 2011/12 klub wrócił do Third Division. W sezonie 2016/17 ponownie wywalczył promocję do II dywizji.

## Sukcesy

### Trofea międzynarodowe
Nie uczestniczył w rozgrywkach europejskich (stan na 31-05-2017).

### Trofea krajowe
| \| \| Zdobyte trofea w rozgrywkach Malty (stan na: 31-05-2017) \| |                                                          |      |          |
| Rozgrywki                                                         | Osiągnięcie                                              | Razy | Sezon(y) |
| Mistrzostwo                                                       | I miejsce                                                | 0    |          |
| Mistrzostwo                                                       | II miejsce                                               | 0    |          |
| Mistrzostwo                                                       | III miejsce                                              | 0    |          |
| Mistrzostwo                                                       | 6.miejsce                                                | 1    | 1948/49  |
| Puchar                                                            | zdobywca                                                 | 0    |          |
| Puchar                                                            | finalista                                                | 0    |          |
| II liga                                                           | I miejsce                                                | 1    | 1947/48  |
| II liga                                                           | II miejsce                                               | ?    | ...      |
| II liga                                                           | III miejsce                                              | ?    | ...      |
| Malta                                                             | Zdobyte trofea w rozgrywkach Malty (stan na: 31-05-2017) |      |          |

- Second Division:
  - mistrz (1x): 1949/50

- Third Division:
  - mistrz (1x): 2010/11

## Stadion
Klub rozgrywa swoje mecze domowe na stadionie SVDP Ground w Luqa, który może pomieścić 1000 widzów.